# گیلی داسامی
گیلی داسامی (اندونزیایی: Gili Dasami) یک جزیرهٔ کوچک در کشور اندونزی است. این جزیره در جنوب رینکا در امتداد سلسله جزایر سوندای کوچک واقع شده‌است.  در حدود ۱۰۰ عدد اژدهای کومودو در این جزیره که بخشی از پارک ملی کومودو است می‌زیند. در ۱۹۹۱ میلادی این جزیره به عنوان بخشی از پارک ملی کومودو در میراث جهانی یونسکو جای‌گرفت.